# Pasionska baština
Pasionska baština, hrvatska je udruga koja njeguje pasijsku tradiciju održavanjem godišnjih Pasionskih svečanosti u korizmi s kulturnim i umjetničkim događajima diljem Hrvatske, pod krilaticom »Muka kao nepresušno nadahnuće kulture«. Utemeljena je 1991. godine. Članica je Europassiona.
Pasionske svečanosti predstavljaju niz književnih, likovnih, glazbenih, kazališnih, filmskih, fotografskih i inih kulturnih događaja (izložbi, koncerata, predstavljanja knjiga) okupljenih oko teme Kristove Muke (Pasije):
»U svakogodišnjoj aktualizaciji tema se Kristove muke kroz korizmene obrede i običaje, a osobito kroz Veliki tjedan, oživljava, pa se tako jedan davni događaj na neki način spaja sa stoljetnom predajom o njemu, ali i sa aktualizacijama u suvremenosti. Tako se stvara jedinstvo, trajna sadašnjost – to je tempus praesens temelja kršćanske vjere kroz razne oblike crkvenih rituala i umjetničke realizacije«
Jedan je od ciljeva Udruge, a i samih Svečanosti, pronalaženje, istraživanje i očuvanje te izvedbeno oživljenje tema Kristove patnje, smrti i Uskrsnuća temeljem raznovrsnih izvora iz svih dijelova Hrvatske i među Hrvatima izvan domovine.
33. svečanosti (2023.) bile su posvećene Armeniji, a 34. se održavaju u sklopu 1100. obljetnice Hrvatskoga Kraljevstva.
Održava se u suradnji s Mađarskim kulturnim centrom, Muzičkom akademijom u Zagrebu, Akademijom za umjetnosti i kulturu u Osijeku i inima.

## Vanjske poveznice
- Službene stranice
- Društvene mreže: Facebook, Instagram i YouTube
- Program 2025.